# میلیکان (اورگن)
میلیکان (به انگلیسی: Millican) یک منطقهٔ مسکونی در ایالات متحده آمریکا است که در اورگن واقع شده‌است. میلیکان ۴ نفر جمعیت دارد و ۱٬۳۱۱٫۸۸ متر بالاتر از سطح دریا واقع شده‌است.